# Кійза
Кійза (ест. Kiisa) — селище на півночі Естонії.

## Географія
Селище знаходиться у волості Саку, на півдні примикає до села Рообука. Населення — 713 осіб станом на 1 серпня 2011 року. Влітку за рахунок дачників кількість жителів збільшується до 3 000 осіб.
У селищі знаходиться однойменна залізнична станція. Поблизу селища побудована резервна аварійна електростанція. Електростанція працює на природному газі та мазуті. Вона складається із двох блоків потужністю 110 МВт та 140 МВт кожний.